# Aravekhian
Els Aravekhian (en armeni: Առավեղյաններ, Aravekhianner) van ser una família de nakharark a Armènia amb possessions al Vanand (Kars) i l'Airarat. Es considera el seu origen tradicionalment provinent d'un rei d'Alània (Ossètia)
El 451, al moment de la rebel·lió nacional armènia de Vardanes II Mamiconi contra el rei Isdigerdes II, s'esmenten com a caps de la família o dinastia a Phapag, Phabak, Varonden i Tal (o Dal) Aravekhian, que governaven conjuntament. Cap a l'any 640 apareix Khatshean Aravekhian, nomenat ixkhan i patrici per l'emperador romà d'Orient Constant II.